# Bleed American
Bleed American ist das vierte Studioalbum der amerikanischen Band Jimmy Eat World. Das Album wurde am 18. Juli 2001 veröffentlicht. Zudem wurde 2008 eine Deluxe-Edition veröffentlicht. Wie die vorangehenden Alben wurde es von Mark Trombino produziert, der auch das zweite Album der Band Blink-182, Dude Ranch produziert hatte. Das Cover wurde aus der Fotografie Memphis von William Eggleston entnommen. Die Lieder „The Middle“ und „Sweetness“ wurden als Singles ausgekoppelt.

## Wissenswertes
Nach der Trennung von Capitol Records 1999 und einer selbstfinanzierten Europa-Tournee sparte die Band das Geld aus Plattenverkäufen und Nebenjobs an, um das nächste Album auf eigene Kosten aufnehmen zu können. Die Musiker nahmen sich sehr viel Zeit für das Songwriting und trafen jede künstlerische Entscheidung gemeinsam. Die Texte des Albums sind teilweise autobiografischen Inhalts. Die Grundidee zu den jeweiligen Stücken stammte meist von Jim Adkins, der diese der übrigen Band vorstellte. Gemeinsam mit dem Produzenten Mark Trombino wurden die Lieder fertiggestellt. Zum Titelstück wurde während einer ausverkauften Show der Band in ihrer Heimatstadt Tempe (Arizona) ein Musikvideo aufgenommen.
Das fertige Album wurde an verschiedene Plattenlabel versandt. Daneben erhielten verschiedene Radiostationen eine Promosingle mit drei Stücken. Daher wurden die ersten Lieder bereits im Radio gespielt, noch bevor ein neuer Plattenvertrag abgeschlossen werden konnte. Auch wegen dieses Airplays nahm DreamWorks Records die Band unter Vertrag. Das Label startete eine umfangreiche Marketingkampagne. Zum Titelstück wurde ein professionelles Video gedreht und DreamWorks schickte Promotion-Teams aus, die das Album in der Öffentlichkeit bewarben. Über die Webseite der Band wurde eine exklusive Vorabsingle vertrieben, die innerhalb weniger Tage ausverkauft war. Daneben wurde eigens für den Verkauf des Albums eine Webseite geschaltet, über welche eine Enhanced CD vertrieben wurde, die u. a. einen Link zu exklusivem Videomaterial auf der Bandseite enthielt.
Das Album wurde später wegen der Terroranschläge am 11. September 2001 in Jimmy Eat World umbenannt. Das Album verkaufte sich allein in den USA bislang über 1,3 Millionen Mal.
Am 28. April 2008 wurde eine Deluxe Edition des Albums mit einer Bonus-CD mit mehreren B-Seiten, akustischen Versionen, Live-Versionen, Demo-Versionen und bisher unveröffentlichten Tracks veröffentlicht. Die Deluxe Edition erhielt wieder den ursprünglichen Titel Bleed American.

## Titelliste
1. Bleed American – 3:02
2. A Praise Chorus – 4:03
3. The Middle – 2:46
4. Your House – 4:46
5. Sweetness – 3:40
6. Hear You Me – 4:45
7. If You Don't, Don't – 4:33
8. Get It Faster – 4:22
9. Cautioners – 5:21
10. The Authority Song – 3:38
11. My Sundown – 5:40

CD 2 der Deluxe Edition
1. Cautioners (Demo)
2. Firestarter
3. Get It Faster (AOL Version)
4. Bleed American (Live)
5. A Praise Chorus (Live)
6. Softer (Live)
7. The Middle (Acoustic)
8. If You Don't, Don't (XFM Version)
9. Game of Pricks
10. The Authority Song (Demo)
11. My Sundown
12. Sweetness (Live)
13. Last Christmas
14. My Sundown (Demo)
15. Spangle
16. Hear You Me
17. The Middle (Demo)
18. Your House 2007

## Kommerzieller Erfolg

### Chartplatzierungen
| ChartsChartplatzierungen       | Höchstplatzierung | Wochen |
| ------------------------------ | ----------------- | ------ |
| Deutschland (GfK)              | 29 (5 Wo.)        | 5      |
| Vereinigte Staaten (Billboard) | 31 (70 Wo.)       | 70     |
| Vereinigtes Königreich (OCC)   | 62 (6 Wo.)        | 6      |

### Auszeichnungen für Musikverkäufe
| Land/Region                  | Auszeichnungen für Musikverkäufe (Land/Region, Auszeichnung, Verkäufe) | Verkäufe  |
| ---------------------------- | ---------------------------------------------------------------------- | --------- |
| Neuseeland (RMNZ)            | Gold                                                                   | 7.500     |
| Vereinigte Staaten (RIAA)    | Platin                                                                 | 1.000.000 |
| Vereinigtes Königreich (BPI) | Gold                                                                   | 100.000   |
| Insgesamt                    | 2× Gold · 1× Platin ·                                                  | 1.107.500 |

## Verwendung in anderen Medien
- „Bleed American“ wurde in dem Film Party Animals – Wilder geht’s nicht! und in dem Videospiel Guitar Hero 5 verwendet.
- „The Middle“ wurde in den Filmen Nix wie raus aus Orange County, Leben oder so ähnlich und Zoom, in der Serie Third Watch – Einsatz am Limit und in den Videospielen Guitar Hero: World Tour und Rock Band 2 sowie als Outro der Serie Malcolm mittendrin verwendet.
- „Sweetness“ wurde in dem Videospiel NHL 2003 verwendet.
- „Hear You Me“ wurde in den Filmen Out Cold, Butterfly Effect, und Cinderella Story sowie in der US-amerikanischen Fernsehserie One Tree Hill verwendet.
- „Get It Faster“ wurde in dem Dokumentarfilm Riding in Vans with Boys verwendet.
- „The Authority Song“ wurde in den Filmen Party Animals – Wilder geht’s nicht! und Hot Chick – Verrückte Hühner verwendet.
- „My Sundown“ wurde in dem Film Meine ersten zwanzig Millionen verwendet.
- „(Splash) Turn Twist“ ist der Soundtrack zum Kinofilm Die Hochzeits-Crasher.
- „Last Christmas“ ist ein Cover der Band Wham!, und wurde in der Fernsehserie O.C., California verwendet.